# Premna subcapitata
Premna subcapitata là một loài thực vật có hoa trong họ Hoa môi. Loài này được Rehder miêu tả khoa học đầu tiên năm 1917.